# Сары-Баш
Сары́-Баш  (с 1948 по 1991 годы Та́нино; укр. Сари-Баш, крымскотат. Sarıbaş, Сарыбаш) — село в Первомайском районе Республики Крым, центр и единственное село Сарыбашского сельского поселения (согласно административно-территориальному делению Украины — Сарыбашского сельского совета Автономной Республики Крым). Топоним в переводе с крымскотатарского — «Жёлтая голова».

## Население
| 2001 | 2014  | 2015 | 2016 | 2017 | 2018 | 2019 |
| ---- | ----- | ---- | ---- | ---- | ---- | ---- |
| 1261 | ↘833  | ↗835 | ↘830 | ↘822 | ↘819 | ↘792 |
| 2020 | 2021  |      |      |      |      |      |
| ↘783 | ↗1143 |      |      |      |      |      |

Всеукраинская перепись 2001 года показала следующее распределение по носителям языка
| Язык             | Процент |
| ---------------- | ------- |
| крымскотатарский | 77.87   |
| русский          | 13.08   |
| украинский       | 7.38    |
| другие           | 0.08    |

### Динамика численности
| - 1806 год — 170 чел. - 1889 год — 188 чел. - 1892 год — 228 чел. - 1900 год — 195 чел. - 1905 год — 178 чел. - 1915 год — 138/102 чел. - 1926 год — 103 чел. | - 1939 год — 113 чел. - 1989 год — 916 чел. - 2001 год — 1261 чел. - 2009 год — 1100 чел. - 2014 год — 833 чел. - 2015 год — 833 чел. - 2016 год —835 чел. |

## Современное состояние
На 2016 год в Сары-Баше числятся 1 проспект, 9 улиц, 1 переулок и 3 территории; на 2009 год, по данным сельсовета, село занимало площадь 70 гектаров, на которой в 200 дворах проживало более 1,1 тысячи человек. В селе с 1996 года действует средняя общеобразовательная школа с крымскотатарским языком обучения, детский сад «Кунешчик», Дом культуры, сельская библиотека-филиал № 26, амбулатория общей практики — семейной медицины, отделение почты, мечеть Сарыбаш джамиси. Сары-Баш связан автобусным сообщением с райцентром, городами Крыма и соседними населёнными пунктами.

## География
Сары-Баш — село в центре района, в степном Крыму, высота центра села над уровнем моря — 100 м. Ближайшие населённые пункты — Алексеевка в 12 км и Войково в 8 км, оба на юго-востоке. Расстояние до райцентра около 28 километров (по шоссе), ближайшая железнодорожная станция — Воинка (на линии Джанкой — Армянск) — примерно 50 километров. Транспортное сообщение осуществляется по региональной автодороге 35Н-440 от шоссе Красноперекопск — Симферополь (по украинской классификации — С-0-11120).

## История

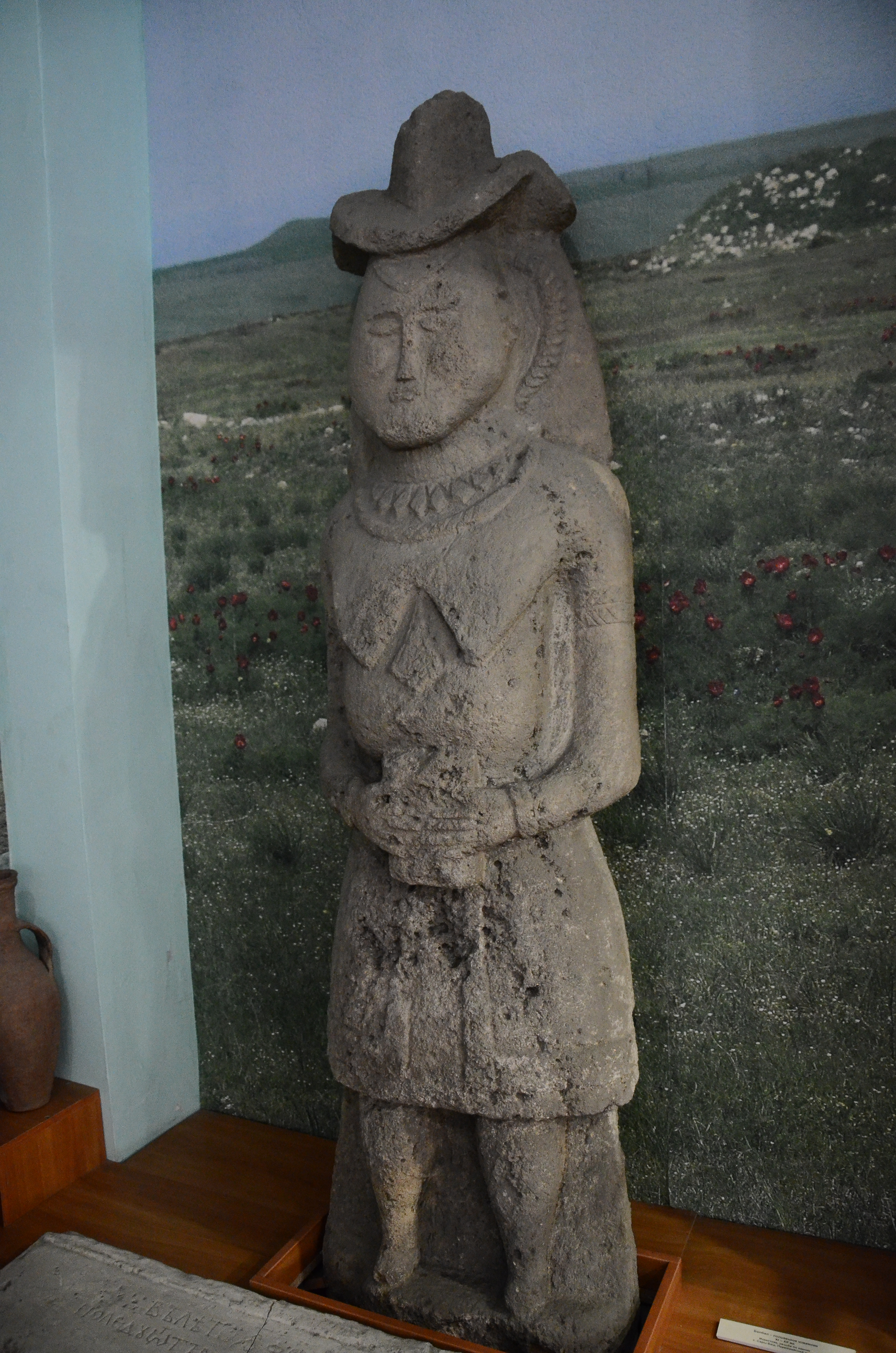
Половецкое изваяние Балбал, найденное в селе Сары-Баш. Хранится в Центральном музее Тавриды

Первое документальное упоминание села встречается в Камеральном Описании Крыма… 1784 года, судя по которому, в последний период Крымского ханства Сарыбаш входил в Самарчик кадылык Перекопского каймаканства. После присоединения Крыма к России (8) 19 апреля 1783 года, (8) 19 февраля 1784 года, именным указом Екатерины II сенату, на территории бывшего Крымского ханства была образована Таврическая область и деревня была приписана к Евпаторийскому уезду. После павловских реформ, с 1796 по 1802 год входила в Акмечетский уезд Новороссийской губернии. По новому административному делению, после создания 8 (20) октября 1802 года Таврической губернии, Сарыбаш был включён в состав Джелаирской волости Евпаторийского уезда.
По Ведомости о волостях и селениях, в Евпаторийском уезде с показанием числа дворов и душ… от 19 апреля 1806 года в деревне Сарибаш числилось 21 двор, 163 крымских татарина и 7 ясыров. На военно-топографической карте генерал-майора Мухина 1817 года деревня Сарыбаш обозначена с 23 дворами. После реформы волостного деления 1829 года Сарибаш, согласно «Ведомости о казённых волостях Таврической губернии 1829 года» отнесли к Атайской волости (переименованной из Джелаирской). На карте 1836 года в деревне 38 дворов, как и на карте 1842 года.
В 1860-х годах, после земской реформы Александра II, деревню приписали к Биюк-Асской волости. Согласно «Памятной книжке Таврической губернии за 1867 год», деревня была покинута, в результате эмиграции крымских татар, особенно массовой после Крымской войны 1853—1856 годов, в Турцию и остаётся в развалинах. По обследованиям профессора А. Н. Козловского 1867 года, вода в колодцах деревни была пресная, а их глубина достигала 30—40 саженей «и более» (63—85 м). Если на карте Шуберта 1865 года селение ещё обозначено, то на карте с корректурой 1876 года его уже нет. По «Памятной книге Таврической губернии 1889 года», по результатам Х ревизии 1887 года, в уже заселённой деревне Сарыбаш числилось 29 дворов и 188 жителей. Согласно «…Памятной книжке Таврической губернии на 1892 год», в деревне Сарыбаш, входившей в Азгана-Карынский участок, было 228 жителей в 30 домохозяйствах. Согласно энциклопедическому словарю «Немцы России», в 1893 году, крымскими немцами, лютеранами и меннонитами, на 3350 десятинах земли было основано поселение Майнфельд (нем. Meinfeld — Моё поле; также называлось Сары-Баш-Майнфельд, Этингербрунн нем. Ettingerbrunn).
Земская реформа 1890-х годов в Евпаторийском уезде прошла после 1892 года, в результате Сарыбаш приписали к Коджанбакской волости.
По «…Памятной книжке Таврической губернии на 1900 год» в деревне, составлявшей Сарыбашское сельское общество, числилось 195 жителей в 32 дворах, в 1905, по данным энциклопедического словаря — 178. На 1914 год в селении действовала лютеранская земская школа. По Статистическому справочнику Таврической губернии. Ч.II-я. Статистический очерк, выпуск пятый Евпаторийский уезд, 1915 год, в деревне Сарыбаш Коджамбакской волости Евпаторийского уезда числилось 18 дворов (все дворы с землёй) с немецким населением в количестве 138 человека приписных жителей и 102 — «посторонних», из которых 169 мужчин и 71 женщина. Жители владели 3427 десятинами удобной земли. В хозяйствах имелось 265 лошадей,170 волов, 95 коров и 280 голов мелкого скота. Согласно списку 1915 года «…русских подданных из австрийских, венгерских или германских выходцев» землевладельцев, опубликованном в газете «Таврические губернские ведомости» в апреле 1915 года, при деревне Сарыбаш значились: Биркле Людвиг Яковлевич, имевший 101 десятину 1681 квадратную сажень земли; Фуст Адольф, Ренгольд и Раменус, владевшие 101 дес. 1681 кв. саж.; Гофман Вильгельм Августович — 203 дес. 960 кв. саж.. Наследники Годтфрида Фридриховича Кист, совмечтно имевшие 101 дес. 681 кв. саж. и, отдельно, Фридрих Готфридович Кист — 153 дес. 610 кв. саж.; наследники Кусмауля Августа Михайловича — 101 дес. 1681 кв. саж.. Майер Иоганн Яковлевич — 966 дес. 151 кв. саж., Миллер Георг Адамович — 50 дес. 2044 кв. саж., Нейгебаухер Готлиб Иоганнович — 101 дес. 151 кв. саж., Полле: Вильгельм Христианович и Даниил-Вильгельм Вильгельмович — по 101 дес. 1681 кв. саж., а также Александр Вильгельмович — 50 дес.. Приб Христиан Христианович владел 151 дес. 2040 кв. саж., Рихтер Фридрих Фридрихович — 203 дес. 960 кв. саж. и семья Фромиллер (3 чел.), в общем имевшие 771 дес..
После установления в Крыму Советской власти, по постановлению Крымревкома от 8 января 1921 года № 206 «Об изменении административных границ» была упразднена волостная система и село вошло в состав Евпаторийского района Евпаторийского уезда, а в 1922 году уезды получили название округов. 11 октября 1923 года, согласно постановлению ВЦИК, в административное деление Крымской АССР были внесены изменения, в результате которых округа были отменены и произошло укрупнение районов — территорию округа включили в Евпаторийский район. Согласно Списку населённых пунктов Крымской АССР по Всесоюзной переписи 17 декабря 1926 года, в селе Сары-Баш и Майнфельд, Айкаулского сельсовета Евпаторийского района, числилось 27 дворов, из них 25 крестьянских, население составляло 103 человека, из них 89 немцев, 10 русских, 4 татар, действовала немецкая школа. ПостановлениемВЦИК РСФСР от 30 октября 1930 года был создан Фрайдорфский еврейский национальный район (переименованный указом Президиума Верховного Совета РСФСР № 621/6 от 14 декабря 1944 года в Новосёловский) (по другим данным 15 сентября 1931 года) и Сары-Баш включили в его состав. По данным всесоюзной переписи населения 1939 года в селе проживало 113 человек. Вскоре после начала Великой Отечественной войны, 18 августа 1941 года крымские немцы были выселены, сначала в Ставропольский край, а затем в Сибирь и северный Казахстан.
С 25 июня 1946 года Сары-Баш в составе Крымской области РСФСР. Указом Президиума Верховного Совета РСФСР от 18 мая 1948 года, Сары-Баш переименовали в Танино. 25 июля 1953 года Новоселовский район был упразднен и село включили в состав Первомайского. 26 апреля 1954 года Крымская область была передана из состава РСФСР в состав УССР. Время включения в Кормовский сельсовет пока не выяснено: на 15 июня 1960 года село уже числилось в его составе. Указом Президиума Верховного Совета УССР «Об укрупнении сельских районов Крымской области», от 30 декабря 1962 года был упразднён Первомайский район и село присоединили к Красногвардейскому. 8 декабря 1966 года был восстановлен Первомайский район и село вернули в его состав. На 1 января 1977 года Танино с составе Алексеевского сельского совета. В 1988 году началось массовое возвращение из мест депортации крымских татар, по государственной программе бывшего СССР организован совхоз «Аграрный». По данным переписи 1989 года в селе проживало 916 человек. 10 октября 1989 года создан Танинский сельсовет. В 1990 году, по инициативе жителей, решением ВР Украины № 614-XII от 27 декабря 1990 года, селу возвращено прежнее название Сары-Баш. С 12 февраля 1991 года село в восстановленной Крымской АССР, 26 февраля 1992 года переименованной в Автономную Республику Крым. С 21 марта 2014 года в составе Крыма аннексировано Россией.